# Auce
Auce er beliggende i Dobeles distrikt i det sydvestlige Letland og fik byrettigheder i 1924. Byen befinder sig cirka 35 kilometer sydvest for Dobele, og ligger på jord som tilhørte det tidligere Vecauce Slot. Før Letlands selvstændighed i 1918 var byen også kendt på sit tyske navn Autz.